# Marquesado de Dávalos
El marquesado de Dávalos es un título nobiliario español creado el 31 de diciembre de 1890 por la reina regente María Cristina de Habsburgo y Lorena y concedido, en nombre de Alfonso XIII, a Mamerto de Pulido y Hortelano.
A la muerte del primer titular, nadie solicitó la sucesión, ni posteriormente la rehabilitación, por lo que este título está oficialmente caducado.

## Marqueses de Dávalos
|                           | Titular                       | Periodo                   |
| Creación por Alfonso XIII | Creación por Alfonso XIII     | Creación por Alfonso XIII |
| ------------------------- | ----------------------------- | ------------------------- |
| I                         | Mamerto de Pulido y Hortelano | 1890-¿?                   |
| Único titular             |                               |                           |
| Título caducado           |                               |                           |

## Historia de los marqueses de Dávalos
- Mamerto de Pulido y Hortelano, I marqués de Dávalos.[1]

Se casó el 8 de octubre de 1857 con Sofía Micaela Ferrán.